# Хортинг
Хо́ртинг — сучасне бойове мистецтво, створене в Україні.

## Опис
Засновники цього єдиноборства пояснюють, що слово хортинг походить від назви острова Хортиця, де розташовувалася Запорозька Січ.
21 серпня 2009 року Міністерство молоді та спорту України офіційно визнало хортинг як вид спорту (наказ № 3000).
Президентом Української федерації хортингу до 2019 року був майстер спорту міжнародного класу Єрьоменко Едуард Анатолійович. Від 20 липня 2019 року одноголосним рішенням Асамблеї Української федерації хортингу президентом було обрано Федорова Станіслава Ігоровича.
У турнірах з хортингу беруть участь як професійні спортсмени, так і аматори від спорту, а також співробітники силових органів й охоронних компаній.